# I cavalieri del Texas
I cavalieri del Texas (The Texas Rangers) è un film del 1936 diretto da King Vidor.

## Trama
Nel vecchio West il terzetto di amici Jim, Henry e Sam per sbarcare il lunario commettono furtarelli alle diligenze di passaggio. Braccati dai Cavalieri del Texas, corpo di volontari costituitosi per liberare lo stato dalla violenza e dalla corruzione di fuorilegge e pellirossa, riescono a fuggire a una loro imboscata senza farsi riconoscere. Jim e Henry proseguono assieme, Sam si separa. Da qui, data la pericolosità e l'inflessibilità dei Cavalieri, decidono di farne parte, arruolandosi nel corpo. Ma Sam, ora divenuto un celebre fuorilegge conosciuto come Bandolero, reo di taglieggiamento e assalti a diligenze e treni, viene ricercato dai Cavalieri. A Jim, sospettato per le sue precedenti relazioni con Sam, viene affidato il compito di fermarlo; Jim, rifiutandosi, viene arrestato. Per liberare l'amico, Henry va da Sam tendendogli un tranello, ma viene però ucciso da Sam appena scoperto il piano. Deciso a vendicare la morte di Henry, Jim riesce a farsi liberare e affronta Sam; dopo avergli proposto invano la resa, impegna con lui una lotta a colpi di pistola, uscendone vincitore.

## Produzione
Prodotto dalla Paramount Pictures, fu un omaggio per i cento anni di indipendenza del Texas.
Nel 1958 la Paramount vendette i diritti di distribuzione alla Universal Pictures.

### Distribuzione
Uscì negli Stati Uniti il 28 agosto 1936. In Italia venne distribuito la prima volta a partire dal 13 febbraio 1937, e riedito nel 1946.

### Riprese
Gli esterni sono stati girati nel Diablo Canyon, vicino a Santa Fe, nella stessa Santa Fe e a San Ildefonso Pueblo, nello stato del Nuovo Messico, mentre gli interni negli studi Paramount.

## Seguito e rifacimento
Il film ebbe un seguito, con diverso cast, intitolato The Texas Rangers Ride Again diretto da James P. Hogan, inedito in Italia. Ne venne fatto anche un rifacimento: I cavalieri dell'onore, diretto da Leslie Fenton.

## Critica
(Mario Gromo su La Stampa del 14 febbraio 1937)

## Riconoscimenti
- Premi Oscar 1937
  - Candidatura per il Miglior sonoro a Franklin Hansen